# Zenza do Itombe
Zenza do Itombe é uma vila e comuna angolana que se localiza na província de Cuanza Norte, pertencente ao município de Cambambe.
Foi o local de um ataque ao comboio de 2001, perpetrado pela UNITA.
Em virtude da existência de suas importantes minas de carvão, ganhou uma das grandes estações férreas do Caminho de Ferro de Luanda, que é hoje servida por comboios de médio e longo curso que ligam a Luanda, Malanje e Dondo.